# Marquês de Sade
Donatien Alphonse François de Sade, o Marquês de Sade (Paris, 2 de junho de 1740 – Saint-Maurice, 2 de dezembro de 1814) foi um nobre, político revolucionário, filósofo e escritor francês famoso por sua sexualidade libertina. Suas obras incluem romances, contos, peças de teatro, diálogos e tratados políticos. Durante sua vida, alguns deles foram publicados em seu próprio nome, enquanto outros, que Sade negou ter escrito, apareceram anonimamente. Ele é mais conhecido por suas obras eróticas, que combinavam discurso filosófico com pornografia, retratando fantasias sexuais com ênfase na violência, sofrimento, sexo anal (que ele chama de sodomia), crime e blasfêmia (contra o Cristianismo). Ele era um defensor da liberdade absoluta, sem restrições de moralidade, religião ou lei. As palavras sadismo e sádico são derivadas em referência às obras de ficção que ele escreveu, que retratavam vários atos de crueldade sexual. Enquanto Sade explorava mentalmente uma ampla gama de desvios sexuais, seu comportamento conhecido inclui "apenas o espancamento de uma empregada doméstica e uma orgia com várias prostitutas — comportamento que diverge significativamente da definição clínica de sadismo". Sade era um defensor de bordéis públicos gratuitos fornecidos pelo Estado: a fim de evitar crimes na sociedade que são motivados pela luxúria e para reduzir o desejo de oprimir outros usando seu próprio poder, Sade recomendava bordéis públicos onde as pessoas poderiam satisfazer seus desejos.
Sem nenhuma acusação legal contra ele, Sade foi encarcerado em várias prisões e um asilo de loucos por cerca de 32 anos de sua vida: 11 anos em Paris (10 dos quais foram passados na Bastilha), um mês na Conciergerie, dois anos em uma fortaleza, um ano no Convento Madelonnettes, três anos no Asilo Bicêtre, um ano na Prisão de Sainte-Pélagie e 12 anos no Asilo Charenton. Durante a Revolução Francesa, ele foi um delegado eleito na Convenção Nacional. Muitas de suas obras foram escritas na prisão.
Continua a haver um fascínio por Sade entre os estudiosos e na cultura popular. Intelectuais franceses prolíficos como Roland Barthes, Jacques Derrida e Michel Foucault publicaram estudos sobre ele. Por outro lado, o filósofo hedonista francês Michel Onfray atacou esse interesse, escrevendo que "é intelectualmente bizarro fazer de Sade um herói". Também houve inúmeras adaptações cinematográficas de sua obra, a mais notável sendo Salò de Pasolini, uma adaptação do polêmico livro de Sade, 120 Dias de Sodoma.

## Vida

### Infância e educação

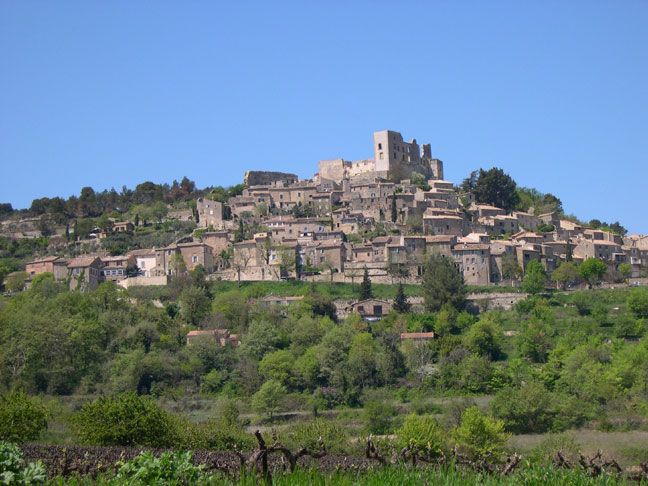
O Château de Lacoste acima de Lacoste, uma residência de Sade; atualmente o local de festivais de teatro

Sade nasceu em 2 de junho de 1740, no Hôtel de Condé, Paris, filho de Jean Baptiste François Joseph, Conde de Sade e Marie Eléonore de Maillé de Carman, prima distante e dama de companhia da Princesa de Condé. Ele era o único filho sobrevivente de seus pais. Ele foi educado por um tio, o abade de Sade. Na juventude, seu pai abandonou a família, enquanto sua mãe entrou para um convento. Ele foi criado por servos que satisfaziam "todos os seus caprichos", o que o levou a ser "conhecido como uma criança rebelde e mimada com um temperamento cada vez pior".
Mais tarde, em sua infância, Sade foi enviado para o Lycée Louis-le-Grand em Paris, um colégio jesuíta, por quatro anos. Enquanto estava na escola, ele teve aulas com o abade Jacques-François Amblet, um padre. Mais tarde na vida, em um dos julgamentos de Sade, o abade testemunhou, dizendo que Sade tinha um "temperamento apaixonado que o tornava ávido na busca do prazer", mas tinha um "bom coração". No Lycée Louis-le-Grand, ele foi submetido a "punições corporais severas", incluindo "flagelação" e "passou o resto de sua vida adulta obcecado com o ato violento".
Aos 14 anos, Sade começou a frequentar uma academia militar de elite. Após vinte meses de treinamento, em 14 de dezembro de 1755, aos 15 anos, Sade foi comissionado como subtenente, tornando-se soldado. Após treze meses como subtenente, foi comissionado para brigada de S. André do Regimento de Carabinas do Conde de Provence. Ele eventualmente se tornou coronel de um regimento de dragões e lutou na Guerra dos Sete Anos. Em 1763, ao retornar da guerra, ele cortejou a filha de um magistrado rico, mas o pai dela rejeitou sua pretensão e, em vez disso, arranjou um casamento com sua filha mais velha, Renée-Pélagie de Montreuil; esse casamento produziu dois filhos e uma filha. Em 1766, ele mandou construir um teatro privado em seu castelo, o Château de Lacoste, na Provença. Em janeiro de 1767, seu pai morreu.

### Título e herdeiros
|                                                    |  |                                                 |
| Pai de Sade, Jean-Baptiste François Joseph de Sade |  | Mãe de Sade, Marie Eléonore de Maillé de Carman |

Os homens da família Sade alternavam entre os títulos de marquês e de conde. Seu avô, Gaspard François de Sade, foi o primeiro a usar marquês; ocasionalmente, ele era o Marquês de Sade, mas é identificado em documentos como o Marquês de Mazan. A família Sade alegava ligação com a nobreza dos francos, assumindo assim um título nobre, sem concessão de um rei, como era habitualmente feito. O uso de títulos alternados indica que a hierarquia titular (abaixo do par duc et) era fictícia; teoricamente, o título de marquês era concedido a nobres possuidores de vários condados, mas seu uso por homens de linhagem duvidosa causou seu descrédito. Na corte, a precedência era por antiguidade e favorecimento real, não pelo título. Há correspondência entre pai e filho, em que o pai se dirige ao filho como marquês.
Por muitos anos, os descendentes de Sade consideraram sua vida e trabalho um escândalo a ser reprimido. Isso não mudou até meados do século XX, quando o conde Xavier de Sade reivindicou o título de marquês, há muito caído em desuso, em seus cartões de visita e se interessou pelos escritos de seu ancestral. Naquela época, o "divino marquês" da lenda era tão indescritível em sua própria família que Xavier de Sade só soube dele no final da década de 1940, quando abordado por um jornalista. Posteriormente, ele descobriu uma loja de papéis de Sade no castelo da família em Condé-en-Brie e trabalhou com estudiosos por décadas para possibilitar sua publicação. Seu filho mais novo, o Marquês Thibault de Sade, continuou a colaboração. A família também reivindicou uma marca registrada no nome. A família vendeu o Château de Condé em 1983. Além dos manuscritos que eles retêm, outros são mantidos em universidades e bibliotecas. Muitos, no entanto, foram perdidos nos séculos XVIII e XIX. Um número substancial foi destruído após a morte de Sade por instigação de seu filho, Donatien-Claude-Armand.

### Escândalos e prisão
Sade viveu uma existência libertina escandalosa e buscou repetidamente jovens prostitutas, bem como empregados de ambos os sexos, em seu castelo em Lacoste. Ele também foi acusado de blasfêmia, o que era considerado uma ofensa grave na época. Seu comportamento também incluía um caso com a irmã de sua esposa, Anne-Prospère, que tinha vindo morar no castelo.
A partir de 1763, Sade viveu principalmente em ou perto de Paris. Por causa de sua infâmia sexual, ele foi colocado sob vigilância da polícia, que fazia relatórios detalhados de suas atividades. Após várias curtas detenções, que incluíram um breve encarceramento no Château de Saumur (então uma prisão), ele foi exilado em seu château em Lacoste em 1768.
Nove anos depois, em 1772, Sade cometeu atos sexuais que incluíam sodomia com quatro prostitutas e seu criado, Latour. Os dois homens foram condenados à morte à revelia por sodomia. Eles fugiram para a Itália, Sade levando a irmã de sua esposa com ele. Sade e Latour foram capturados e presos na Fortaleza de Miolans, na Saboia francesa, no final de 1772, mas escaparam quatro meses depois.

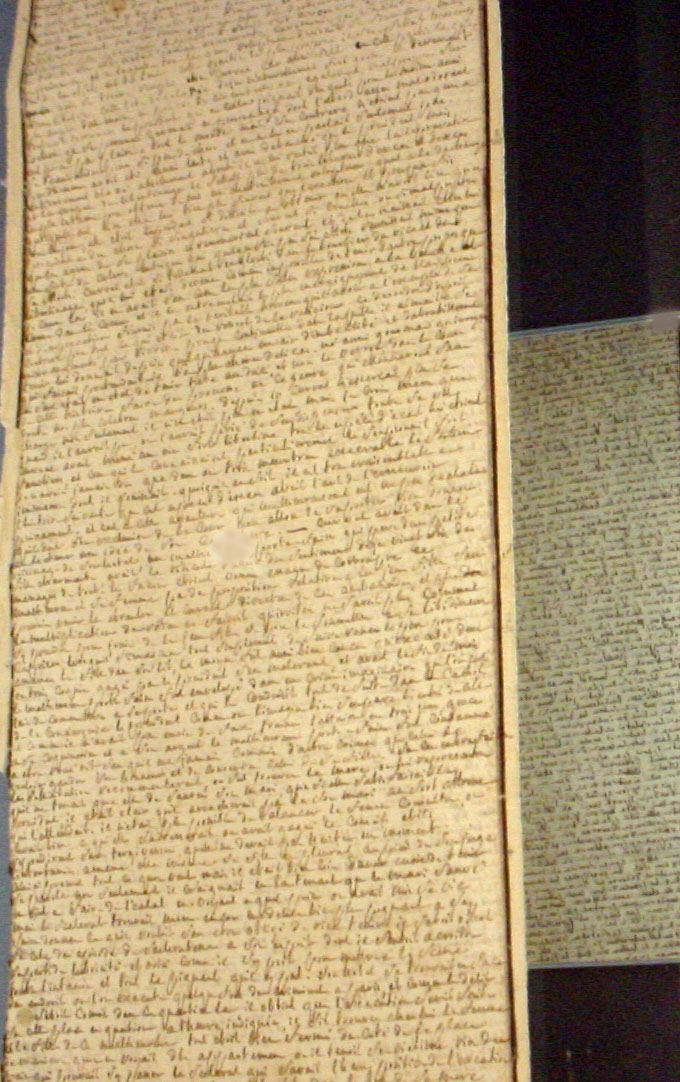
Detalhe do manuscrito de Les 120 Journées de Sodome

Sade mais tarde se escondeu em Lacoste, onde se juntou à esposa, que se tornou cúmplice em seus empreendimentos subsequentes. Em 1774, Sade participou de orgias em sua casa. As autoridades souberam de sua devassidão sexual e Sade foi forçado a fugir para a Itália mais uma vez. Foi nessa época que ele escreveu Voyage d'Italie. Em 1776, ele voltou para Lacoste, novamente contratou várias mulheres, a maioria das quais logo fugiu. Em 1777, o pai de uma dessas funcionárias foi a Lacoste para reivindicar sua filha e tentou atirar no Marquês à queima-roupa, mas a arma falhou.
Mais tarde naquele ano, Sade foi enganado para ir a Paris para visitar sua mãe supostamente doente, que na verdade havia morrido recentemente. Ele foi preso e encarcerado no Château de Vincennes. Ele apelou com sucesso de sua sentença de morte em 1778, mas permaneceu preso sob a lettre de cachet. Ele escapou, mas logo foi recapturado. Ele retomou a escrita e conheceu o companheiro de prisão Conde de Mirabeau, que também escrevia obras eróticas. Apesar desse interesse comum, os dois passaram a se desgostar intensamente.
Em 1784, Vincennes foi fechado e Sade foi transferido para a Bastilha. No ano seguinte, ele escreveu o manuscrito para seu magnum opus Les 120 Journées de Sodome (Os 120 dias de Sodoma), que escreveu em uma caligrafia minúscula em um rolo de papel contínuo que enrolou com força e colocou na parede da cela para esconder. Ele não conseguiu terminar o trabalho; em 4 de julho de 1789, ele foi transferido "nu como um verme" para o asilo de loucos em Charenton, perto de Paris, dois dias depois de ter incitado a agitação fora da prisão gritando para as multidões ali reunidas: "Eles estão matando os prisioneiros aqui!" Sade não conseguiu recuperar o manuscrito antes de ser removido da prisão. A tomada da Bastilha, um grande acontecimento da Revolução Francesa, ocorreu dez dias após a saída de Sade, em 14 de julho. Para seu desespero, ele acreditava que o manuscrito foi destruído no ataque à Bastilha, embora tenha sido salvo por um homem chamado Arnoux de Saint-Maximin dois dias antes do ataque à Bastilha. Não se sabe por que Saint-Maximin escolheu salvar o manuscrito, nem de fato nada mais sobre ele é conhecido. Em 1790, Sade foi libertado de Charenton depois que a nova Assembleia Nacional Constituinte aboliu o instrumento da lettre de cachet. Sua esposa obteve o divórcio logo depois.

### Retornar à liberdade, delegar à Convenção Nacional e prisão
Durante o tempo de liberdade de Sade, começando em 1790, ele publicou vários de seus livros anonimamente. Ele conheceu Marie-Constance Quesnet, uma ex-atriz com um filho de seis anos, que havia sido abandonada pelo marido. Constance e Sade ficaram juntos pelo resto de sua vida.
Ele inicialmente adaptou a nova ordem política após a revolução, apoiou a República, se autodenominou "Cidadão Sade" e conseguiu obter vários cargos oficiais, apesar de sua origem aristocrática.
Por causa dos danos causados à sua propriedade em Lacoste, que foi saqueada em 1789 por uma multidão enfurecida, ele se mudou para Paris. Em 1790, foi eleito para a Convenção Nacional, onde representou a extrema-esquerda. Ele era membro da seção dos piques, famosa por suas opiniões radicais. Ele escreveu vários panfletos políticos, nos quais pediu a implementação do voto direto. No entanto, há muitas evidências sugerindo que ele sofreu abusos de seus colegas revolucionários devido à sua origem aristocrática, o que não foi ajudado pela deserção de seu filho do serviço militar, em maio de 1792, onde ele servia como segundo-tenente e ajudante de campo de um importante coronel, o marquês de Toulengeon. Sade foi forçado a repudiar a deserção de seu filho para se salvar. Mais tarde nesse ano, seu nome foi adicionado, por erro ou deliberada malícia à lista de emigrados de Bouches-du-Rhône.
Embora afirmasse que se opunha ao Reinado do Terror em 1793, ele escreveu um elogio de admiração a Jean-Paul Marat. Nesta fase, ele estava se tornando publicamente crítico de Maximilien Robespierre e, em 5 de dezembro, foi afastado de seus cargos, acusado de moderadorismo, e preso por quase um ano. Ele foi libertado em 1794 após o fim do Reinado do Terror.
Em 1796, agora completamente destituído, ele teve que vender seu castelo em ruínas em Lacoste.

### Prisão por seus escritos e morte

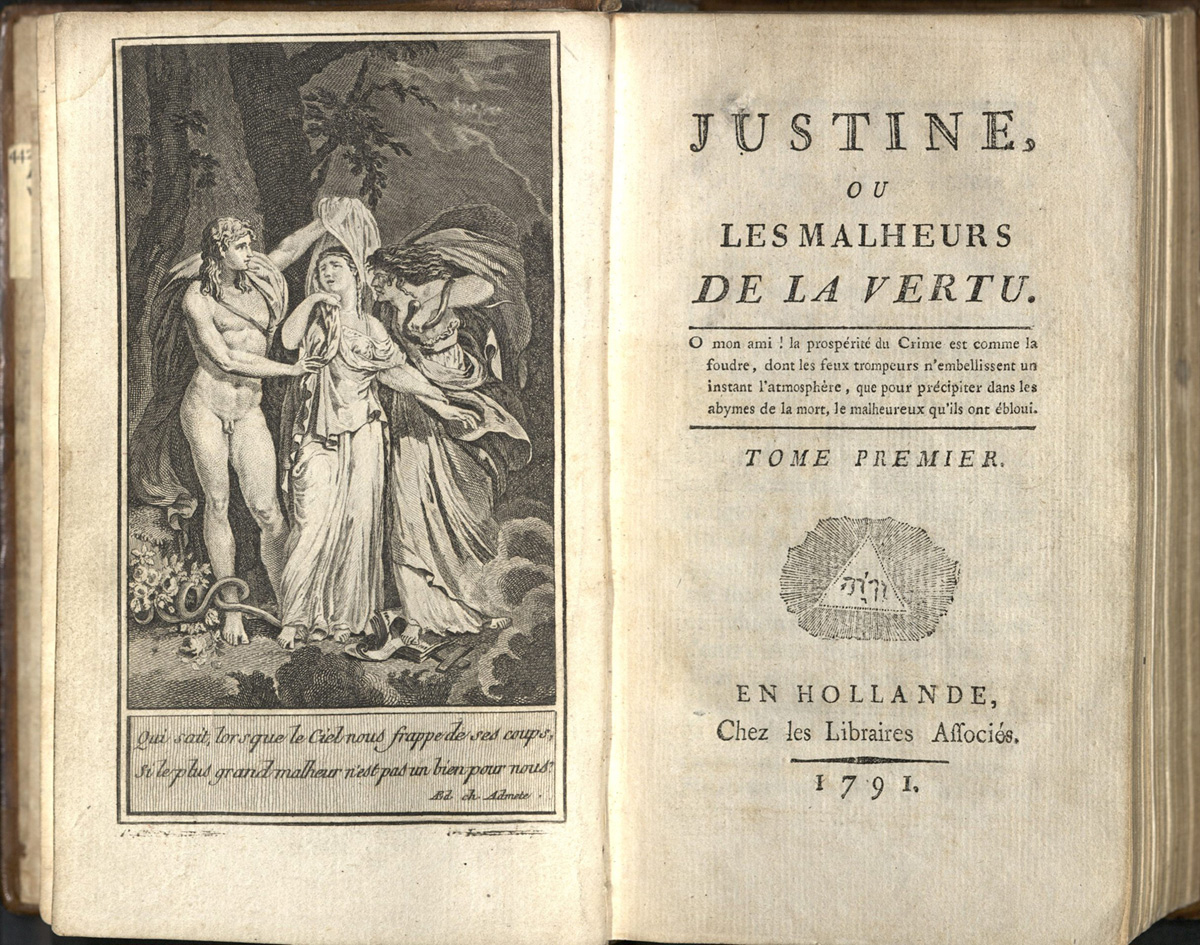
A primeira página de Justine de Sade, uma das obras pela qual foi preso

Em 1801, Napoleão Bonaparte ordenou a prisão do autor anônimo de Justine e Juliette. Sade foi preso no escritório de seu editor e encarcerado sem julgamento; primeiro na prisão de Sainte-Pélagie e, após alegações de que ele havia tentado seduzir jovens companheiros de prisão lá, no severo Asilo de Bicêtre.
Após a intervenção de sua família, ele foi declarado louco em 1803 e transferido mais uma vez para o Asilo Charenton. Sua ex-mulher e filhos concordaram em pagar sua pensão lá. Constance, fingindo ser sua parente, teve permissão para morar com ele em Charenton. O diretor da instituição, Abbé de Coulmier, permitiu e encorajou-o a encenar várias das suas peças, tendo os reclusos como atores, para serem vistas pelo público parisiense. As novas abordagens da psicoterapia de Coulmier atraíram muita oposição. Em 1809, novas ordens da polícia colocaram Sade em confinamento solitário e o privaram de canetas e papel. Em 1813, o governo ordenou que Coulmier suspendesse todas as apresentações teatrais.
Sade começou um relacionamento sexual com Madeleine LeClerc, de 14 anos, filha de um funcionário da Charenton. Isso durou cerca de quatro anos, até sua morte em 1814.
Ele havia deixado instruções em seu testamento proibindo que seu corpo fosse aberto por qualquer motivo e que permanecesse intocado por 48 horas na câmara em que morreu, sendo então colocado em um caixão e enterrado em sua propriedade localizada em Malmaison perto de Épernon. Essas instruções não foram seguidas; ele foi enterrado em Charenton. Seu crânio foi posteriormente removido da sepultura para exame frenológico. Seu filho teve todos os manuscritos não publicados restantes queimados, incluindo a imensa obra em vários volumes Les Journées de Florbelle.

## Avaliação e crítica
Vários escritores e artistas, especialmente aqueles preocupados com a sexualidade, foram repelidos e fascinados por Sade. Um artigo no The Independent, um jornal online britânico, dá opiniões contrastantes: o romancista francês Pierre Guyotat disse: "Sade é, de certa forma, o nosso Shakespeare. Ele tem o mesmo senso de tragédia, a mesma grandeza arrebatadora" enquanto o intelectual Michel Onfray disse: "É intelectualmente bizarro fazer de Sade um herói … Mesmo de acordo com seus biógrafos mais adoradores de heróis, este homem era um delinquente sexual".
O pornógrafo rival contemporâneo Rétif de la Bretonne publicou um Anti-Justine em 1798.
Geoffrey Gorer, um antropólogo e autor inglês (1905–1985), escreveu um dos primeiros livros sobre Sade, intitulado As Ideias Revolucionárias do Marquês de Sade em 1935. Ele apontou que Sade estava em completa oposição aos filósofos contemporâneos por sua "negação completa e contínua do direito à propriedade" e por ver a luta na sociedade francesa do final do século XVIII como sendo não entre "a Coroa, a burguesia, a aristocracia ou o clero, ou os interesses setoriais de qualquer um deles uns contra os outros", mas sim entre todos eles "mais ou menos unidos contra o proletariado". Ao sustentar essas opiniões, ele se afastou inteiramente dos pensadores revolucionários de sua época para se juntar aos de meados do século XIX. Assim, argumentou Gorer, "ele pode com alguma justiça ser chamado de o primeiro socialista racional".
Simone de Beauvoir (em seu ensaio Devemos queimar Sade?, Publicado em Les Temps modernes, dezembro de 1951 e janeiro de 1952) e outros escritores tentaram localizar vestígios de uma filosofia radical da liberdade nos escritos de Sade, precedendo o existencialismo moderno em cerca de 150 anos. Ele também foi visto como um precursor da psicanálise de Sigmund Freud em seu enfoque na sexualidade como uma força motriz. Os surrealistas o admiravam como um de seus precursores, e Guillaume Apollinaire o chamou de "o espírito mais livre que já existiu".
Pierre Klossowski, em seu livro de 1947 Sade Mon Prochain ("Sade Meu Vizinho"), analisa a filosofia de Sade como precursora do niilismo, negando os valores cristãos e o materialismo iluminista.
Um dos ensaios de Max Horkheimer e Theodor Adorno,Dialectic of Enlightenment (1947), é intitulado "Juliette, ou Enlightenment and Morality" e interpreta o comportamento implacável e calculista de Juliette como a personificação da filosofia do Iluminismo. Da mesma forma, o psicanalista Jacques Lacan postulou em seu ensaio Kant avec Sade de 1963 que a ética de Sade era a complementação do imperativo categórico originalmente formulado por Immanuel Kant.
Em sua Teoria política e modernidade de 1988, William E. Connolly analisa A Filosofia na Alcova como um argumento contra os primeiros filósofos políticos, notadamente Jean-Jacques Rousseau e Thomas Hobbes, e suas tentativas de reconciliar natureza, razão e virtude como bases de sociedade. Da mesma forma, Camille Paglia argumentou que Sade pode ser mais bem compreendido como um satírico, respondendo "ponto por ponto" às afirmações de Rousseau de que a sociedade inibe e corrompe a bondade inata da humanidade: Paglia observa que Sade escreveu no rescaldo da Revolução Francesa, quando os jacobinos rousseaunianos instituíram o sangrento Reino do Terror e as previsões de Rousseau foram brutalmente refutadas. “Simplesmente siga a natureza, declara Rousseau. Sade, rindo amargamente, concorda".
Em The Sadeian Woman: And the Ideology of Pornography (1979), Angela Carter fornece uma leitura feminista de Sade, vendo-o como um "pornógrafo moral" que cria espaços para as mulheres. Da mesma forma, Susan Sontag defendeu a Histoire de l'oeil (História do Olho) de Sade e Georges Bataille em seu ensaio "A imaginação pornográfica" (1967) com base em que suas obras eram textos transgressivos e argumentou que nenhum dos dois deveria ser censurado. Em contraste, Andrea Dworkin via Sade como a pornográfica exemplar que odeia mulheres, apoiando sua teoria de que a pornografia inevitavelmente leva à violência contra as mulheres. Um capítulo de seu livro Pornografia: Homens Possuindo Mulheres (1979) é dedicado a uma análise de Sade. Susie Bright afirma que o primeiro romance de Dworkin, Ice and Fire, que é repleto de violência e abuso, pode ser visto como uma versão moderna da Juliette de Sade.

## Influência
O transtorno de sadismo sexual, uma condição mental que leva o nome de Sade, foi definido como experiência de excitação sexual em resposta à dor extrema, sofrimento ou humilhação feita de forma não consensual a outras pessoas (como cometido por Sade em seus crimes e descrito em seus romances). Outros termos têm sido usados para descrever a condição, que pode se sobrepor a outras preferências sexuais que também envolvem dor infligida. É diferente de situações em que indivíduos consentidos usam dor ou humilhação leve ou simulada para excitação sexual.
Várias figuras culturais influentes expressaram grande interesse no trabalho de Sade, incluindo o filósofo francês Michel Foucault, o cineasta americano John Waters e o cineasta espanhol Jesús Franco. O poeta Algernon Charles Swinburne também teria sido altamente influenciado por Sade. O filme de Nikos Nikolaidis de 1979, The Wretches Are Still Singing, foi rodado de forma surreal com uma predileção pela estética do Marquês de Sade; diz-se que Sade influenciou autores românticos como Charles Baudelaire, Gustave Flaubert e Rachilde; e de ter influenciado uma popularidade crescente do niilismo no pensamento ocidental. As noções de Sade sobre força e fraqueza e bem e mal, como o "equilíbrio" do bem e do mal no mundo exigido pela Natureza, que o monge Clément menciona em Justine, também podem ter tido uma influência considerável em Friedrich Nietzsche, particularmente a respeito das visões sobre o bem e o mal em A Genealogia da Moral (1887), de Nietzsche. O filósofo do anarquismo egoísta, Max Stirner, também é especulado como tendo sido influenciado pelo trabalho de Sade.
O assassino em série Ian Brady, que com Myra Hindley praticou tortura e assassinato de crianças conhecidas na Inglaterra durante os anos 1960, ficou fascinado por Sade e a sugestão foi feita em seu julgamento que as torturas dos as crianças (os gritos e súplicas que gravaram) foram influenciadas pelas ideias e fantasias de Sade. De acordo com Donald Thomas, que escreveu uma biografia sobre Sade, Brady e Hindley leram muito pouco do trabalho real de Sade; o único livro que possuíam era uma antologia de trechos que não incluía nenhum de seus escritos mais radicais. Nas duas malas encontradas pela polícia que continham livros que pertenceram a Brady estava A Vida e Ideias do Marquês de Sade. A própria Hindley afirmou que Brady a enviaria para obter livros de Sade e que, depois de lê-los, ele ficou sexualmente excitado e bateu nela.
Em Filosofia no Quarto, Sade propôs o uso do aborto induzido por motivos sociais e de controle populacional, marcando a primeira vez que o assunto era discutido em público. Foi sugerido que a escrita de Sade influenciou a subsequente aceitação médica e social do aborto na sociedade ocidental.

## Representações culturais

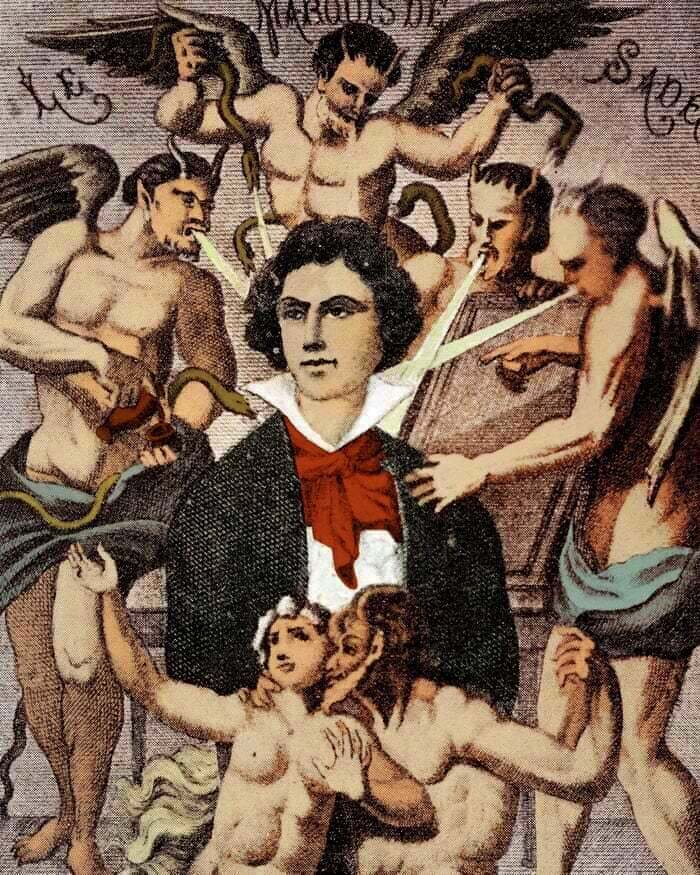
Representação do Marquês de Sade por H. Biberstein em L'Œuvre du marquis de Sade, Guillaume Apollinaire, Bibliothèque des Curieux, Paris, 1912

Existem muitas e variadas referências ao Marquês de Sade na cultura popular, incluindo obras de ficção e biografias. Epônimo do termo psicológico e subcultural sadismo, seu nome é usado de várias maneiras para evocar violência sexual, licenciosidade e liberdade de expressão. Na cultura moderna, suas obras são vistas simultaneamente como análises magistrais de como funcionam o poder e a economia com o erotismo. Pode-se argumentar que as obras sexualmente explícitas de Sade foram um meio para a articulação, mas também para a exposição dos valores corruptos e hipócritas da elite em sua sociedade, e que foi principalmente essa sátira inconveniente e embaraçosa que o levou a detenção. Com essa visão, ele se torna um símbolo da luta do artista com o censor e do filósofo moral com as restrições da moralidade convencional. O uso de dispositivos pornográficos por Sade para criar obras provocativas que subvertem os valores morais predominantes de sua época inspirou muitos outros artistas em uma variedade de mídias. As obras de Sade têm sido mantidas vivas até hoje por certos artistas e intelectuais porque eles próprios defendem uma filosofia de individualismo extremo. Mas a vida de Sade foi vivida em total contradição e violação da injunção de Kant de tratar os outros como fins em si mesmos e nunca apenas como meios para os próprios fins de um agente.
No final do século XX, houve um ressurgimento do interesse por Sade; intelectuais franceses importantes como Roland Barthes, Jacques Lacan, Jacques Derrida e Michel Foucault publicaram estudos sobre o filósofo e o interesse por Sade entre estudiosos e artistas continuou. No campo das artes visuais, muitos artistas surrealistas se interessaram pelo "Divino Marquês". Sade foi celebrado em periódicos surrealistas e festejado por figuras como Guillaume Apollinaire, Paul Éluard e Maurice Heine; Man Ray admirava Sade porque ele e outros surrealistas o viam como um ideal de liberdade. O primeiro Manifesto Surrealista (1924) anunciou que "Sade é surrealista no sadismo" e trechos do rascunho original de Justine foram publicados em Le Surréalisme au service de la révolution. Na literatura, Sade é referenciado em várias histórias pelo escritor de terror e ficção científica (e autor de Psycho) Robert Bloch, enquanto o autor de ficção científica polonês Stanisław Lem escreveu um ensaio analisando os argumentos da teoria dos jogos que aparecem em Justine de Sade. O escritor Georges Bataille aplicou os métodos de Sade de escrever sobre transgressões sexuais para chocar e provocar os leitores.
A vida e as obras de Sade foram tema de inúmeras peças teatrais, filmes, desenhos e gravuras pornográficas ou eróticas, além de muito mais. Isso inclui a peça de Peter Weiss, Marat/Sade, uma fantasia que extrapola o fato de Sade ter dirigido peças interpretadas por seus colegas internos no asilo de Charenton. Yukio Mishima, Barry Yzereef e Doug Wright também escreveram peças sobre Sade; as peças de Weiss e Wright foram transformadas em filmes. Seu trabalho é referenciado no cinema pelo menos já em L'Âge d'Or de Luis Buñuel (1930), cujo segmento final fornece uma continuação para 120 dias de Sodoma, com os quatro nobres devassos emergindo de seu refúgio nas montanhas. Em 1969, a American International Films lançou uma produção alemã chamada de Sade, com Keir Dullea no papel-título. Pier Paolo Pasolini filmou Salò, ou os 120 dias de Sodoma (1975), atualizando o romance de Sade para a breve República de Salò; em 1989, Henri Xhonneux e Roland Topor fizeram Marquês, que foi parcialmente baseado nas memórias de Sade; Sade de Benoît Jacquot e Quills de Philip Kaufman (da peça de mesmo nome de Doug Wright) ambos atingiram os cinemas em 2000. Quills, inspirado pela prisão de Sade e batalhas com a censura em sua sociedade, o retrata (Geoffrey Rush) como um lutador pela liberdade literária que é um mártir da causa da liberdade de expressão. Sade é um filme francês de 2000 dirigido por Benoît Jacquot, estrelado por Daniel Auteuil como o Marquês de Sade, que foi adaptado por Jacques Fieschi e Bernard Minoret do romance La terreur dans le boudoir de Serge Bramly.
Frequentemente, o próprio Sade foi descrito na cultura popular estadunidense menos como um revolucionário ou mesmo como um libertino e mais como um vilão sádico e tirânico. Por exemplo, no episódio final da série de televisão Friday the 13th: The Series, Micki, a protagonista feminina, viaja no tempo e acaba sendo presa e torturada por Sade. Da mesma forma, no filme de terror Waxwork, Sade está entre os vilões de cera do filme que ganharam vida.
Embora não sejam retratados pessoalmente, os escritos de Sade aparecem com destaque no romance Too Like the Lightning, primeiro livro na sequência de Terra Ignota, escrita por Ada Palmer. A descrição de Palmer da Terra do século XXV depende muito das filosofias e figuras proeminentes do Iluminismo, como Voltaire e Denis Diderot, além de Sade, e no livro o narrador Mycroft, após mostrar ao seu "leitor" fictício uma cena de sexo formulada pelo próprio Sade, aproveita a indignação desse leitor imaginário como uma oportunidade para mergulhar nas ideias de Sade. Além disso, um dos locais centrais do romance, um bordel que se anuncia como uma "bolha do século XVIII", apresenta uma inscrição na porta do proprietário dedicando o estabelecimento como um templo a Sade, uma homenagem ao "Le Temple du goût" de Voltaire.

## Escrita

### Crítica literária
O Marquês de Sade via a ficção gótica como um gênero que dependia muito da magia e da fantasmagoria. Em sua crítica literária, Sade procurou evitar que sua ficção fosse rotulada de "gótica", enfatizando os aspectos sobrenaturais do gótico como a diferença fundamental dos temas de sua própria obra. Mas enquanto buscava essa separação, ele acreditava que o gótico desempenhava um papel necessário na sociedade e discutia suas raízes e seus usos. Ele escreveu que o romance gótico era uma consequência perfeitamente natural e previsível dos sentimentos revolucionários na Europa. Ele teorizou que a adversidade do período havia feito com que os escritores góticos "olhassem para o inferno em busca de ajuda para compor seus romances atraentes". Sade destacou o trabalho dos escritores Matthew Lewis e Ann Radcliffe acima de outros autores góticos, elogiando a imaginação brilhante de Radcliffe e apontando para O Monge de Lewis como sem dúvida a melhor realização do gênero. Sade, no entanto, acreditava que o gênero estava em desacordo com ele mesmo, argumentando que os elementos sobrenaturais dentro da ficção gótica criavam um dilema inevitável tanto para seu autor quanto para seus leitores. Ele argumentou que um autor desse gênero era forçado a escolher entre explicações elaboradas do sobrenatural ou nenhuma explicação e que, em ambos os casos, o leitor ficava inevitavelmente incrédulo. Apesar de sua celebração de O Monge, Sade acreditava que não havia um único romance gótico que tivesse sido capaz de superar esses problemas, e que um romance gótico que o fizesse seria universalmente considerado por sua excelência na ficção.
Muitos presumem que a crítica de Sade ao romance gótico é um reflexo de sua frustração com interpretações abrangentes de obras como Justine. Dentro de suas objeções à falta de verossimilhança no gótico, pode ter havido uma tentativa de apresentar sua própria obra como a melhor representação de toda a natureza do homem. Visto que Sade professou que o objetivo final de um autor deve ser o de fornecer um retrato preciso do homem, acredita-se que as tentativas de Sade de se separar do romance gótico realçam essa convicção. Para Sade, seu trabalho era mais adequado para a realização desse objetivo, em parte porque ele não foi acorrentado pela tolice sobrenatural que dominou a ficção do final do século XVIII. Além disso, acredita-se que Sade elogiou O Monge (que mostra o sacrifício de Ambrosio de sua humanidade ao seu apetite sexual implacável) como o melhor romance gótico, principalmente porque seus temas eram os mais próximos aos de sua própria obra.

### Romances libertinos
A ficção de Sade foi classificada em diferentes gêneros, incluindo pornografia, gótico e barroco. Os livros mais famosos de Sade são frequentemente classificados não como góticos, mas como romances libertinos, e incluem os romances Justine; Juliette; Os 120 dias de Sodoma; e A Filosofia na Alcova. Essas obras desafiam as percepções tradicionais de sexualidade, religião, lei, idade e gênero. Seus retratos fictícios de violência sexual e sadismo surpreenderam até mesmo os contemporâneos de Sade que estavam bastante familiarizados com os temas sombrios do romance gótico durante sua popularidade no final do século XVIII. O sofrimento é a regra primária, já que nesses romances deve-se frequentemente decidir entre simpatizar com o torturador ou com a vítima. Embora essas obras se concentrem no lado negro da natureza humana, a magia e a fantasmagoria que domina o gótico estão visivelmente ausentes na obra de Sade e são a principal razão pela qual essas obras não são consideradas adequadas ao gênero.
Por meio das paixões não liberadas de seus libertinos, Sade desejava sacudir o mundo em sua essência. Com 120 dias, por exemplo, Sade desejava apresentar "a história mais impura que já foi escrita desde que o mundo existe". Apesar de suas tentativas literárias de fazer o mal, seus personagens e histórias frequentemente se repetiam em atos sexuais e justificativas filosóficas. Simone de Beauvoir e Georges Bataille argumentaram que a forma repetitiva de seus romances libertinos, embora dificultasse a astúcia de sua prosa, em última análise, fortaleceu seus argumentos individualistas. A natureza repetitiva e obsessiva do relato do abuso e frustração de Justine em seus esforços para ser uma boa cristã levando uma vida virtuosa e pura pode, em uma leitura superficial, parecer tediosamente excessiva. Paradoxalmente, no entanto, Sade controla o instinto do leitor de tratá-los como pornografia barata e ridícula e obscenidade, entrelaçando com conhecimento e arte a história de seus julgamentos com reflexões estendidas sobre a moralidade individual e social.

### Ficção curta
Em Os crimes de amor, com o subtítulo "Histórias heroicas e trágicas", Sade combina romance e terror, empregando vários tropos góticos para fins dramáticos. Existe sangue, bandidos, cadáveres e, claro, uma luxúria insaciável. Comparado a obras como Justine, aqui Sade é relativamente manso, já que erotismo aberto e a tortura são subtraídos para uma abordagem mais psicológica. É o impacto do sadismo em vez dos atos do próprio sadismo que emergem nesta obra, ao contrário da abordagem agressiva e voraz em suas obras libertinas. O volume moderno intitulado Contos góticos reúne uma variedade de outras obras curtas de ficção destinadas a serem incluídas no Contes et Fabliaux d'un Troubadour Provencal du XVIII Siecle de Sade.
Um exemplo é "Eugénie de Franval", um conto de incesto e retribuição. Em seu retrato das moralidades convencionais, é uma espécie de afastamento das crueldades eróticas e ironias morais que dominam suas obras libertinas. Ele abre com uma abordagem domesticada:
Iluminar a humanidade e melhorar sua moral é a única lição que oferecemos nesta história. Ao lê-la, que o mundo descubra quão grande é o perigo que segue os passos daqueles que nada param para satisfazer seus desejos.
As descrições em Justine parecem antecipar o cenário de Radcliffe em Os Mistérios de Udolpho e os cofres em O Italiano, mas, ao contrário dessas histórias, não há escapatória para a virtuosa heroína de Sade, Justine. Ao contrário da ficção gótica mais branda de Radcliffe, a protagonista de Sade é brutalizada e morre tragicamente. Ter uma personagem como Justine, que é despida sem cerimônia e amarrada a uma roda para ser acariciada e espancada, seria impensável na ficção gótica doméstica escrita para a burguesia. Sade até consegue uma espécie de afeto entre Justine e seus algozes, sugerindo tons de masoquismo em sua heroína.